# أولاد رحمة الجبلية (سوق السبت)
أولاد رحمة الجبلية هو دُوَّار يقع بجماعة أولاد ميمون، إقليم مولاي يعقوب، جهة فاس مكناس في المملكة المغربية. ينتمي الدوّار لمشيخة سوق السبت التي تضم 54 دوار. يقدر عدد سكانه بـ 70 نسمة حسب الإحصاء الرسمي للسكان والسكنى لسنة 2004.

## روابط خارجية
- البوابة الوطنية للجماعات الترابية
- المندوبية السامية للتخطيط